# El Roc de Sant Gaietà

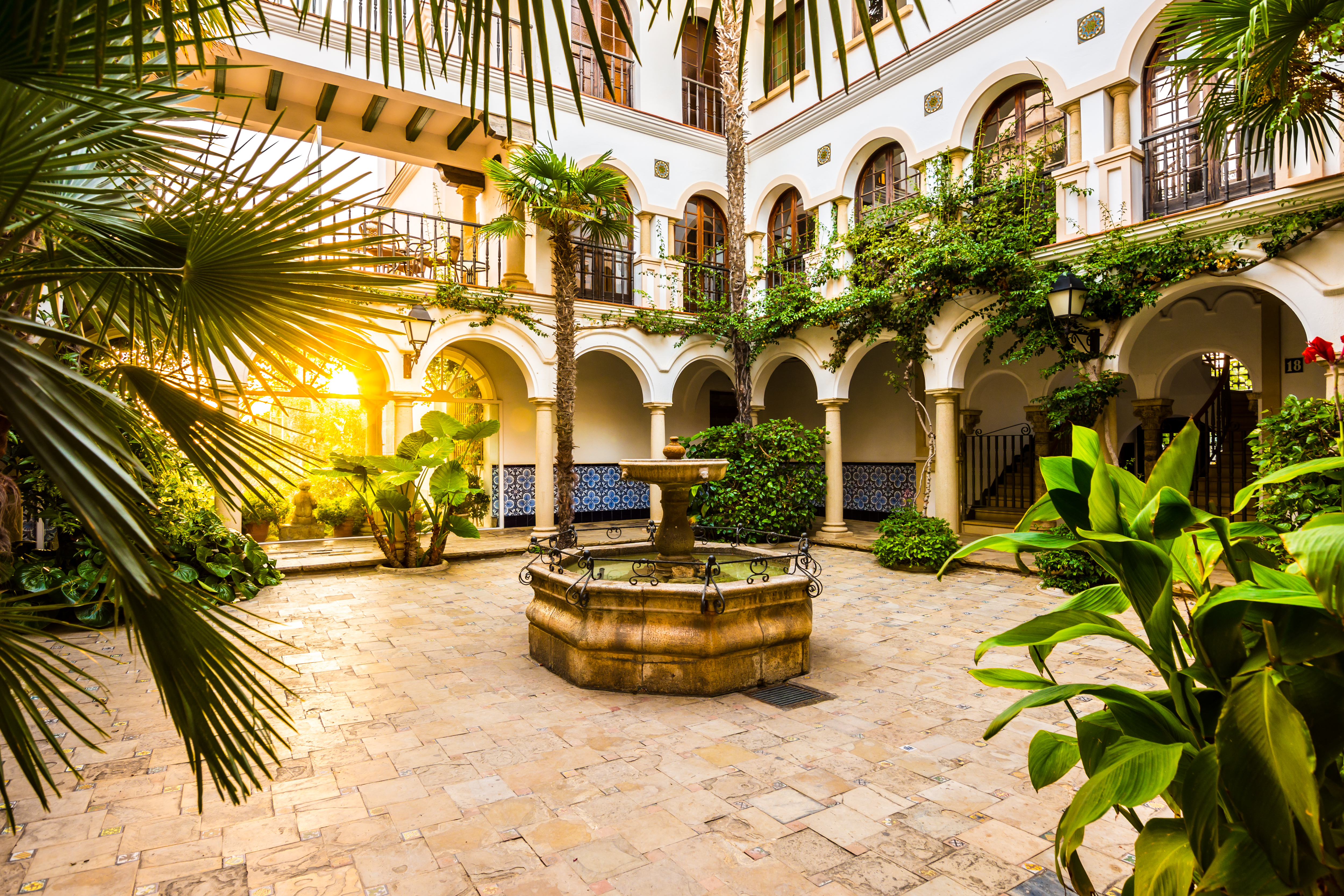
Pati d'estil andalús a dins del Roc de Sant Gaietà

El Roc de Sant Gaietà és una entitat de població d'estil mediterrani, situada a Roda de Berà (Tarragona), davant del mar, que es va començar a construir l'any 1964 i va finalitzar l'any 1972. En actualitat és una de les principals atraccions turístiques del municipi, conegut pels seus patis granadins, andalusos i sevillans.
La idea va ser un complement entre el seu promotor, Gaietà Bori Tallada, i el seu constructor, Josep M. Fortuny Rodríguez. Una societat hispano-belga, formada por Rene Vandemeuter i Pedro Sureda, va comprar diverses finques per a construir la urbanització. La seva idea, en principi, era edificar sobre les roques un poble de pescadors.
Del Roc de Sant Gaietà hi ressalten les reixes i portes de ferro forjat, la pedra de la cantera romana del Mèdol de Tarragona dels pilars i façanes, així com els marcs dels voltants de les finestres que van ser recuperats d'antigues masies i d'altres tipus de cases abandonades. Aquests marcs, que estaven en molt mal estat pel pas del temps, van ser restaurats pel gran artista Pep Gasol.

## Llocs destacats
Com a oferta d'oci i restauració destacada a dins del Roc de Sant Gaietà, s'hi troben:
- el Museu de la Ràdio ubicat al Centre Cívic La Roca Foradada
- el Subcampió Mundial de Geladeria 2016, el Cal Sisquet
- el camí de Ronda
- Platja de la Punta Guineu
- Port Esportiu de Roda de Berà